# 山本泰一郎
山本 泰一郎（やまもと やすいちろう、1961年1月6日 - ）は、日本のアニメーター、アニメ演出家・監督。神奈川県茅ヶ崎市生まれ。埼玉県出身。血液型はAB型。

## 経歴
1983年にスタジオブーメランに入社。アニメーターとしての活躍を経て、1991年に演出家となる。『レッドバロン』では佐藤真人とともに絵コンテ・演出を務めた（後年の『名探偵コナン』にも、2人は参加している）。
『名探偵コナン』では放送開始当初の1996年から参加しており、第119話から第332話までテレビシリーズの監督を担当。こだま兼嗣の降板を受けて劇場版の監督に就任したのを機にスタジオブーメランを退社し、フリーとなる。8作目から14作目まで担当した後、監督を静野孔文に引き継がせて15作目と16作目では総監督、17作目では監修を担当した。テレビシリーズにも絵コンテ・演出で参加し続け、2012年の第667話からは再び監督に就任した。
なお、劇場版『名探偵コナン』で監督を担当した際、クレジットには出ていないが原画も描いている。

## 参加作品

### テレビアニメ
- レディジョージィ（1983年）動画、原画
- ゴッドマジンガー（1984年）原画
- キャッツ♥アイ（第2期：1984年 - 1985年）原画
- おねがい!サミアどん（1985年 - 1986年）原画
- ルパン三世 バイバイ・リバティー・危機一発!（1989年）原画
- おちゃめなふたご クレア学院物語（1991年）演出、作画監督、原画[4]
- わたしとわたし ふたりのロッテ（1991年 - 1992年）絵コンテ、演出
- チエちゃん奮戦記 じゃりン子チエ（1991年 - 1992年）絵コンテ、作画監督、原画
- 緊急発進セイバーキッズ（1991年 - 1992年）演出
- フランダースの犬 ぼくのパトラッシュ（1992年 - 1993年）絵コンテ、演出[5]、原画
- 疾風!アイアンリーガー（1993年 - 1994年）演出、作画監督、原画
- 平成イヌ物語バウ（1993年 - 1994年）作画監督
- ルパン三世 燃えよ斬鉄剣（1994年）原画
- レッドバロン（1994年 - 1995年）絵コンテ、演出
- ルパン三世 ハリマオの財宝を追え!!（1995年）原画
- 鬼神童子ZENKI（1995年）作画監督
- 怪盗セイント・テール（1995年 - 1996年）絵コンテ、演出
- 赤ちゃんと僕（1996年）原画
- 名探偵コナン（1996年 - ）監督（2代目：1998年 - 2003年、5代目：2012年 - ※2020年7月より鎌仲史陽と連名）、構成、絵コンテ、演出、原画、OP絵コンテ、ED絵コンテ、OP演出、ED演出、OP原画、ED原画[2]、作画監督
- ああっ女神さまっ 小っちゃいって事は便利だねっ（1998年 - 1999年）絵コンテ、演出
- とっとこハム太郎（2000年 - 2008年）原画、OP絵コンテ、OP演出、OP・ED原画
- だいすき! ぶぶチャチャ（2001年）ED作画
- PROJECT ARMS（2001年 - 2002年）OP原画
- かみちゅ!（2005年）原画、絵コンテ
- エンジェル・ハート（2005年 - 2006年）演出
- 格闘美神 武龍 REBIRTH（2006年）ED絵コンテ、ED演出
- ぷるるんっ!しずくちゃん（2006年 - 2007年）絵コンテ
- 史上最強の弟子ケンイチ（2006年 - 2007年）絵コンテ、演出
- イタズラなKiss（2008年）絵コンテ
- 神様はじめました（2012年）絵コンテ、演出、原画、OP・ED原画
  - 神様はじめました◎（2015年）演出
- ルパン三世 東方見聞録 〜アナザーページ〜（2012年）絵コンテ、演出、原画[6]
- 名探偵コナン 江戸川コナン失踪事件 〜史上最悪の2日間〜（2014年）監督、絵コンテ、演出、原画[7]
- 91Days（2016年）原画
- 名探偵コナン エピソード“ONE” 小さくなった名探偵（2016年）監督、脚本、絵コンテ、演出、原画[8]
- 夏目友人帳 陸（2017年）原画
- 信長の忍び〜伊勢・金ヶ崎篇〜（2017年）OP演出、OP原画
- 明治東亰恋伽（2019年）演出

### 劇場アニメ
- コブラ SPACE ADVENTURE（1982年）作画
- うる星やつら オンリー・ユー（1983年）動画
- ウインダリア（1986年）原画
- 名探偵コナンシリーズ
  - 名探偵コナン 時計じかけの摩天楼（1997年）サブキャラクターデザイン、原画、演出助手　
  - 名探偵コナン 14番目の標的（1998年）原画
  - 名探偵コナン 世紀末の魔術師（1999年）原画
  - 名探偵コナン 瞳の中の暗殺者（2000年）原画
  - 名探偵コナン 銀翼の奇術師（2004年）監督、絵コンテ、演出[9]
  - 名探偵コナン 水平線上の陰謀（2005年）監督、絵コンテ、演出[10]
  - 名探偵コナン 探偵たちの鎮魂歌（2006年）監督、絵コンテ、演出[11]
  - 名探偵コナン 紺碧の棺（2007年）監督、絵コンテ、演出[12]
  - 名探偵コナン 戦慄の楽譜（2008年）監督、絵コンテ、演出[13]
  - 名探偵コナン 漆黒の追跡者（2009年）監督、絵コンテ、演出[14]
  - 名探偵コナン 天空の難破船（2010年）監督、絵コンテ、演出[15]
  - 名探偵コナン 沈黙の15分（2011年）総監督、絵コンテ、演出[16]
  - 名探偵コナン 11人目のストライカー（2012年）総監督、絵コンテ、演出[17]
  - 名探偵コナン 絶海の探偵（2013年）監修、原画
  - 名探偵コナン 異次元の狙撃手（2014年）原画
  - 名探偵コナン 業火の向日葵（2015年）原画
  - 名探偵コナン 純黒の悪夢（2016年）原画
  - 名探偵コナン から紅の恋歌（2017年）原画
  - 名探偵コナン ゼロの執行人（2018年）原画
  - 名探偵コナン 紺青の拳（2019年）原画
- 真救世主伝説 北斗の拳 ラオウ伝 殉愛の章（2006年）絵コンテ協力
- ルパン三世VS名探偵コナン THE MOVIE（2013年）原画

### OVA
- エースをねらえ!2（1988年 - 1990年）原画
- プロジェクトA子 完結篇（1989年）原画
- ウィザードリィ（1991年）作画監督[18]
- 機動戦士SDガンダム パパルの暁 第103話スギナムの花嫁（1991年）原画
- 疾風!アイアンリーガー 銀光の旗の下に（1994年 - 1995年）作画監督、原画
- 沈黙の艦隊（1995年）作画監督
- 名探偵コナンシリーズ
  - 名探偵コナン コナンvsキッドvsヤイバ 宝刀争奪大決戦!（2000年）監督、絵コンテ、演出
  - 名探偵コナン 16人の容疑者（2002年）監督、絵コンテ
  - 名探偵コナン コナンと平次と消えた少年（2003年）監督
  - 名探偵コナン 阿笠からの挑戦状! 阿笠vsコナン&少年探偵団（2007年）監督
  - 名探偵コナン 女子高生探偵 鈴木園子の事件簿（2008年）監督
  - 名探偵コナン 工藤新一 謎の壁と黒ラブ事件（2008年）監督
  - 名探偵コナン 新一と蘭・麻雀牌と七夕の思い出（2009年）監督
  - 名探偵コナン 大阪お好み焼きオデッセイ（2010年）監督
  - 名探偵コナン 新潟〜東京 おみやげ狂騒曲（2011年）監督、絵コンテ、演出
  - 名探偵コナン ファンタジスタの花（2012年）監督
- やなせたかしメルヘン劇場「タコラのピアノ」（2008年）監督、絵コンテ、演出